# Waiting for Love (песня Авичи)
Waiting For Love — одна из самых популярных песен шведского диджея и музыкального продюсера Авичи, самая популярная из альбома Stories. Видеоклип насчитывает почти миллиард просмотров, выйдя 26 июня 2015 года.
Но раньше клипа вышло лирическое видео (22 мая 2015 года). Сейчас там насчитывается более 200 миллионов просмотров.
Вокал песни исполняет английский поэт-песенник Саймон Олдред из группы Cherry Ghost. Также одним из авторов песни является популярный нидерландский диджей Мартин Гаррикс.
В день выхода клипа, 26 июня 2015 года, Тим Берглинг более известный как Авичи выступил на Omnia вместе с Мартином Гарриксом с песней Waiting For Love.
Также эта песня является одной из тех, которая прозвучала на Avicii Tribute Concert, который организовали родственники и друзья диджея в 2019 году. Исполняли песню выше упомянутый Симон Ольдред, а также Салем Аль Фактр и Винсент Понтаре, более известные как Vargas and Lagola.